# Huis van Afgevaardigden (Hongarije)

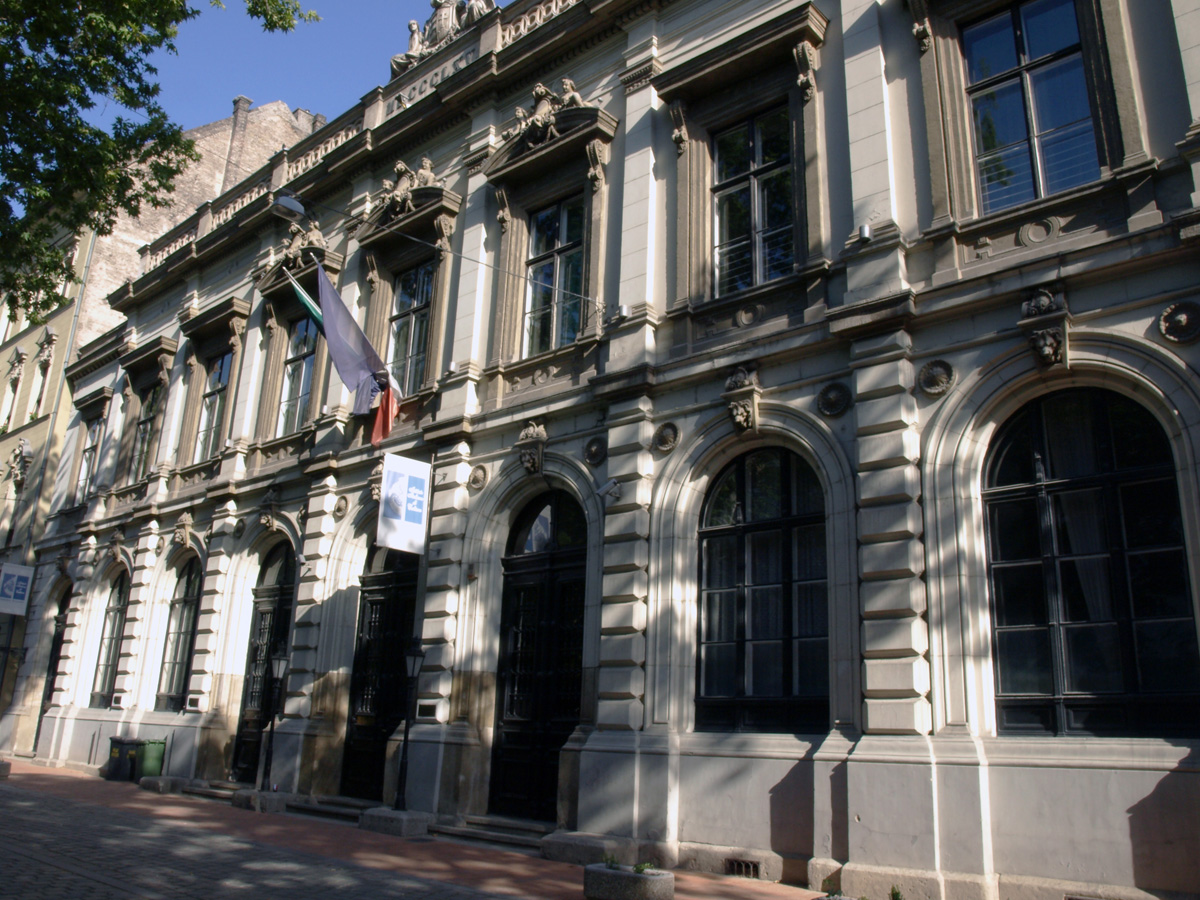
Gebouw op de Bródy Sándor utca waar het Huis van Afgevaardigden verzamelde van 1865 tot 1902

Het Huis van Afgevaardigden (Hongaars: Képviselőház) was het lagerhuis van de Hongaarse Rijksdag. Het was samengesteld uit afgevaardigden die, op basis van de kieswet van 1874, werden verkozen via een ingewikkeld cijnskiesstelsel gebaseerd op eigendom, belastingen, beroep of een officieel ambt en voorrechten van oudsher. Het Huis telde 453 afgevaardigden, waarvan 413 verkozen in Hongarije en 40 in Kroatië-Slavonië. Een legislatuur duurde 5 jaar en zetelen in het Huis was bezoldigd.
Volgens de Encyclopædia Britannica Eleventh Edition was dit cijnskiesstelsel "wellicht het meest reactionaire in Europa". De arbeidersklasse was helemaal niet vertegenwoordigd in het Huis van Afgevaardigden en slechts 6% van de bevolking van het Koninkrijk Hongarije was via dit kiesstelsel stemgerechtigd.  
Het Huis werd jaarlijks bijeengeroepen door de koning en verzamelde in Boedapest. Hoewel de officiële taal het Hongaars was, was het de afgevaardigden van Kroatië-Slavonië toegestaan om Kroatisch te spreken. Vanaf 1902 zetelde het Huis van Afgevaardigden in het gloednieuwe Parlementsgebouw. Na de Asterrevolutie in november 1918 werd het Huis van Afgevaardigden ontbonden.
Nadien werd het Hongaars weer een eenkamerparlement: de Landdag of Nationale Assemblee. Begin 1927 werd de Landdag weer opgesplitst in het Huis van Afgevaardigden en het Magnatenhuis, tot er eind 1944 een (eenkamerige) Voorlopige Landdag werd ingesteld.